# M/S Gustafsberg VII
M/S Gustafsberg VII är ett passagerarfartyg som tillhör Strömma Turism och Sjöfart AB och som trafikerar farvattnen kring Stockholm, med hemmahamn vid Nybrokajen.

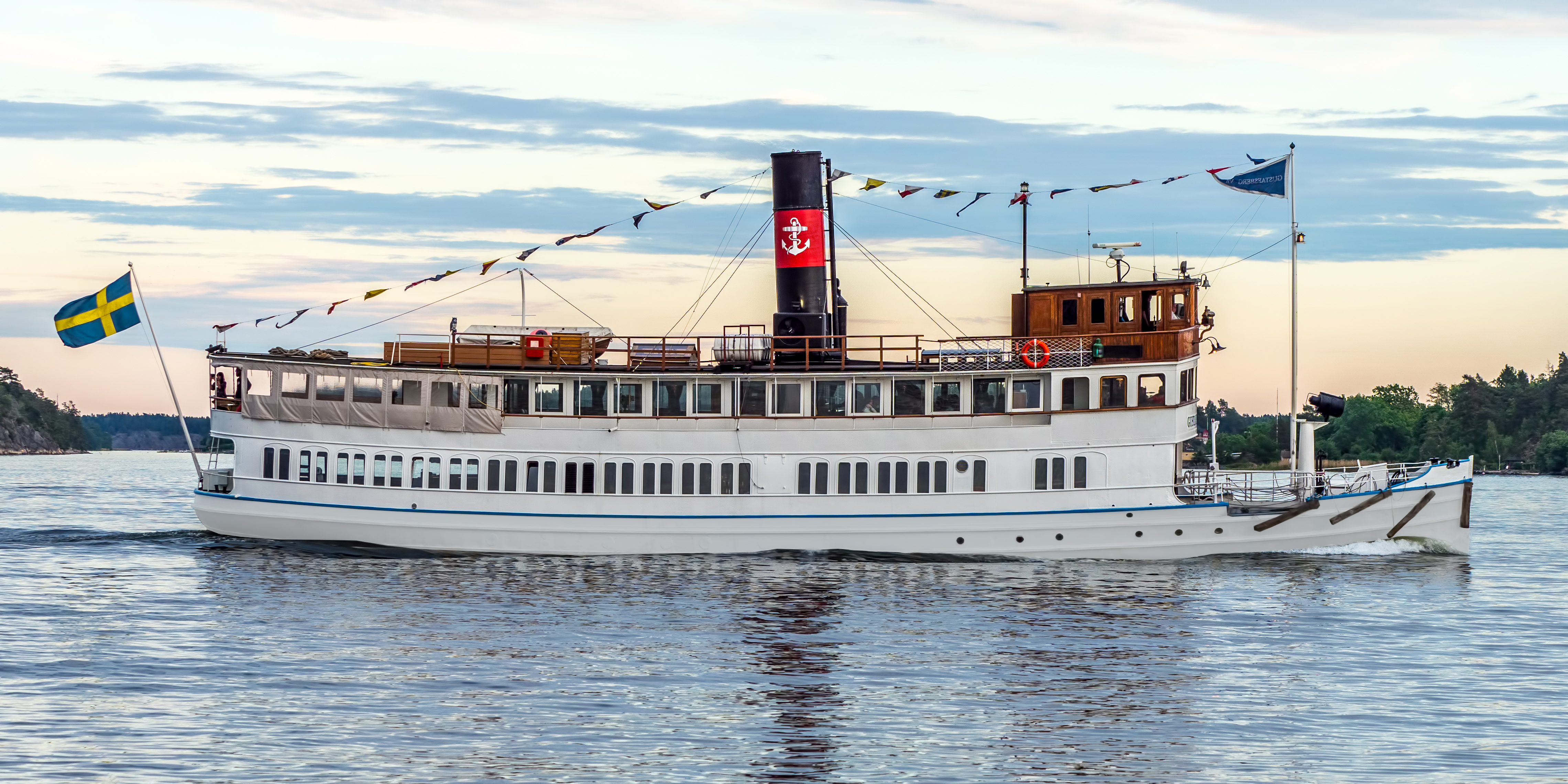
M/S Gustafsberg VII lämnar Vaxholm 2017

Fartyget levererades 1912 från Oskarshamns Mekaniska Verkstad till AB Gustafsbergs Fabrikers Intressenter, Gustavsberg med namnet S/S Gustafsberg VII. Hon såldes 1929 till Nya Ångfartygs AB Waxholm och döptes om till S/S Saxaren. Hon motoriserades 1985. Den ursprungliga ångmaskinen från 1912 finns numera att beskåda på Oskarshamns sjöfartsmuseum.
I maj 1964 kantrade och sjönk S/S Saxaren vid Stor-Kråns brygga i västra Saxarfjärden och bedömdes oekonomisk att bärga av försäkringsbolaget. Två stockholmsstudenter köpte vraket för 1200 kronor och bärgade och renoverade henne. Fartyget var åter i drift 1966. Efter diverse öden hamnade hon 1973 i Nya Ångfartygs AB Strömma Kanals flotta och sattes i trafik på traden Stockholm - Gustavsberg och på kryssningar under sitt ursprungliga namn.
| ”                                         | För egen del faller jag i trans när Gustafsberg VII börjar harkla sej med skorstenen ... Det är min barndom som ryker ur det röret. Vi som bodde i arbetarbarackerna kring Odelbergarnas porslinsfabrik i Gustafsberg, två mil från Stockholm, i början av 30-talet talar inte om Queen Mary eller Kungsholm. Vi talar om Gustafsberg VIII och Gustafsberg V. Det var dom som räknades. Det var dem man stod på kajen och passade om eftermiddagarna för att hämta Social-Demokraten åt farsan. | „ |
| – Gits Olsson, journalist på tidningen Se | |   |

## Galleri

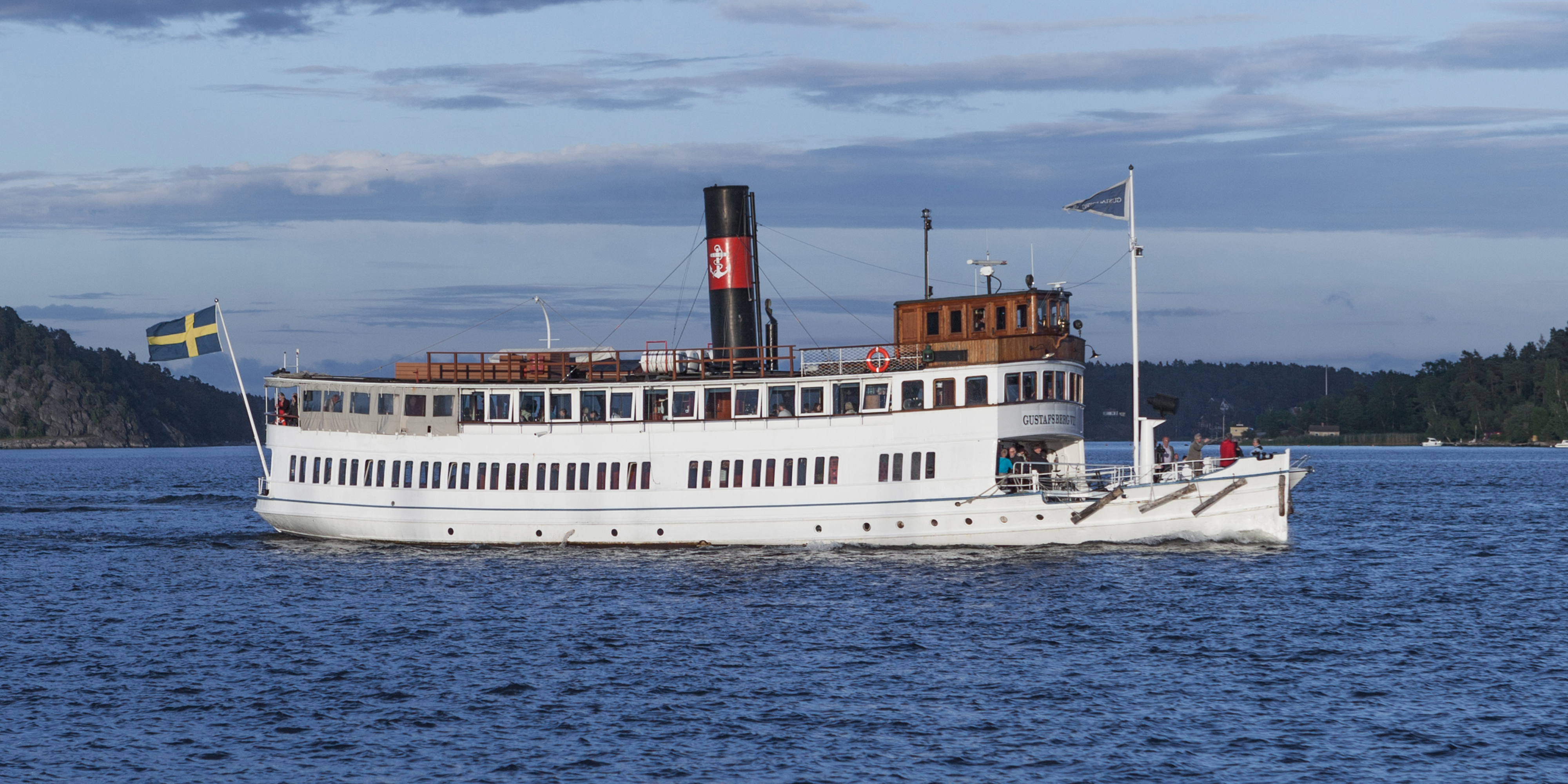
M/S Gustafsberg VII utanför Vaxholm 2012.
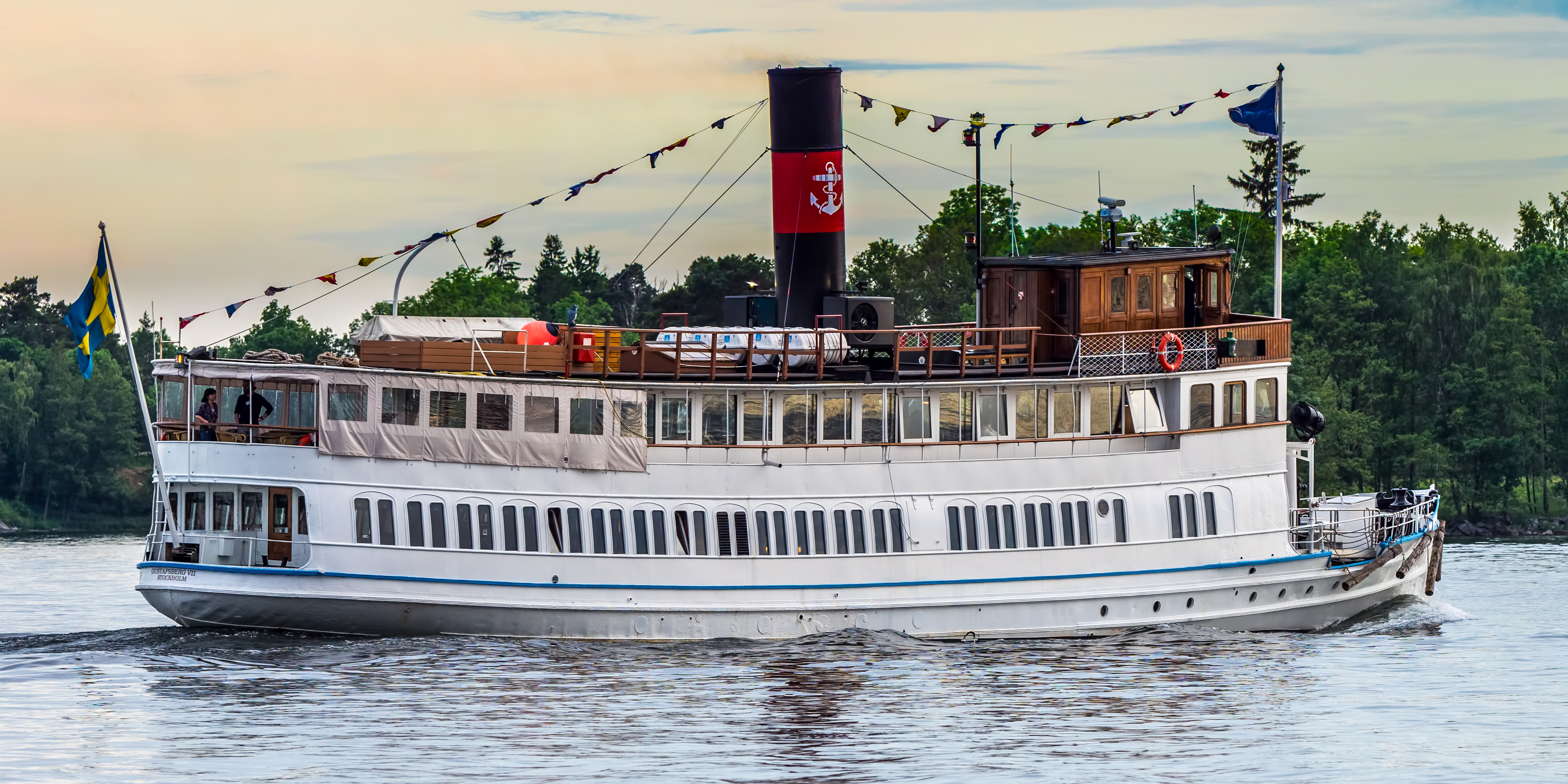
M/S Gustafsberg VII i Söderfjärden 2017.
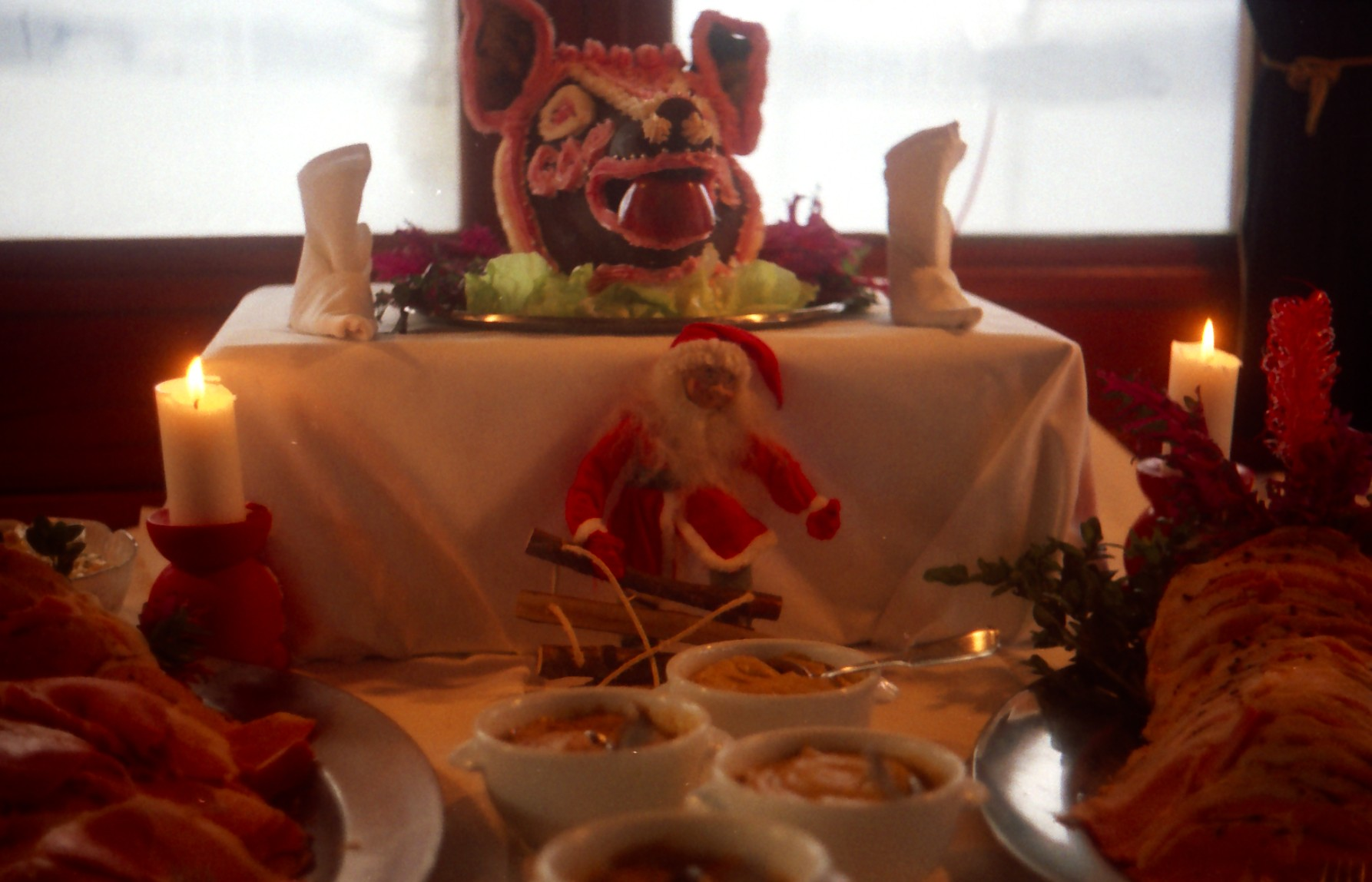
Julbord ombord 1990.
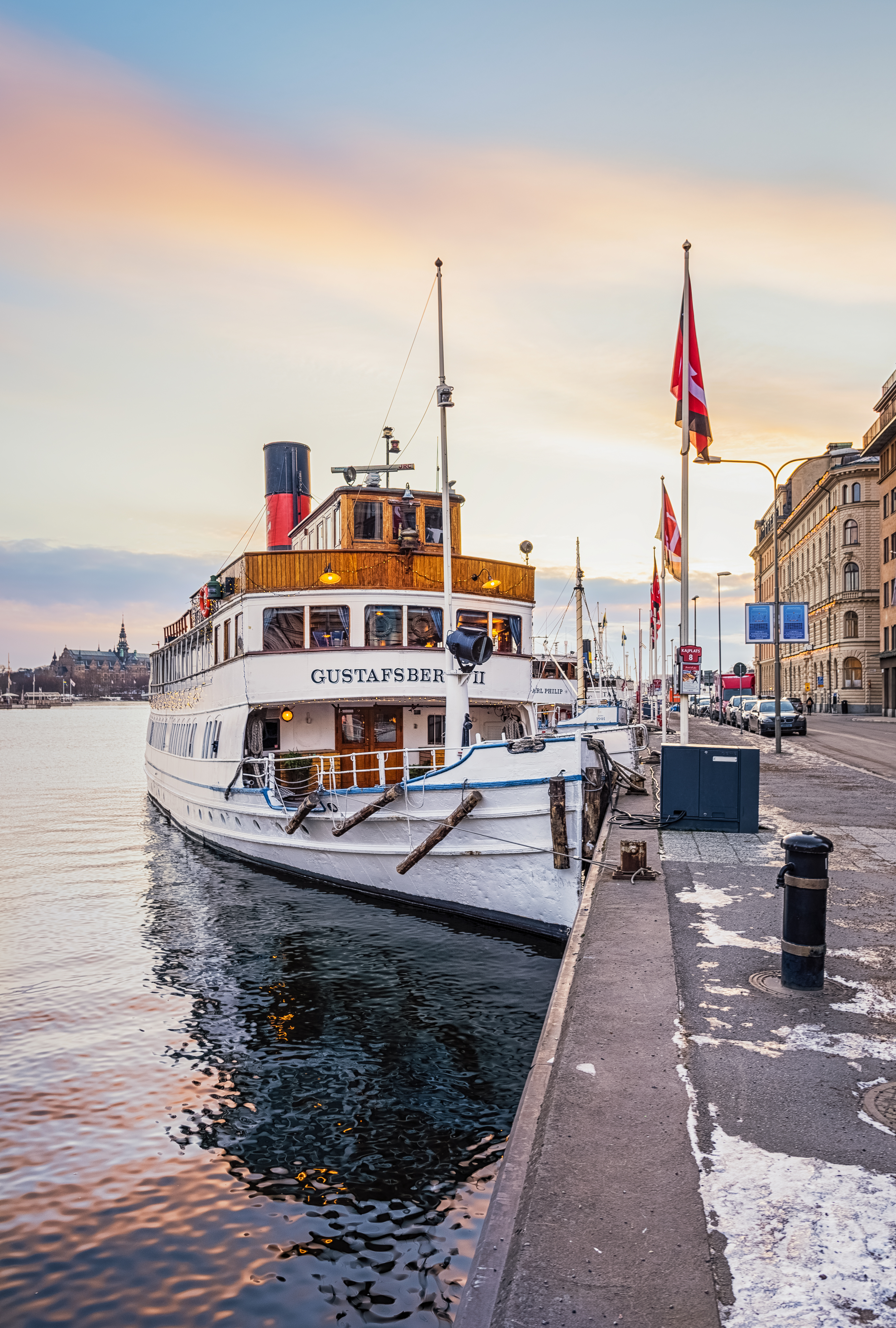
Framifrån vid Nybrokajen.